# Fortăreața Kufstein
Fortăreața Kufstein (în germană Festung Kufstein) este simbolul orașului Kufstein. Este amplasată pe înălțimea Festungsberg la 90 m deasupra orașului Kufstein, pe malul Innului. Vizitatorii pot ajunge în fortăreață cu un ascensor.

## Istoric
Fortăreața este amintită pentru prima oară în 1205 sub numele de Castrum Caofstein. Aceasta era în trecut reședința episcopilor din Regensburg. În 1415 ea a fost fortificată de ducele Ludwig der Gebartete. Fortăreața a fost asediată și cucerită de armata împăratului Maximilian I, în timpul căruia fortăreața a fost reconstruită.
Armata bavareză a intrat în Tirol și a ocupat fortăreața în anul 1703, fiind însă nevoiți să o părăsească din cauza atacului țăranilor tirolezi. În 1805, după Pacea de la Pressburg, Tirolul, la fel ca și fortăreața, ajunge din nou sub stăpânire bavareză, ca din 1814 să aparțină de Austria. Fortăreața a servit și ca închisoare a răzvrătiților Revoluției de la 1848. Azi poate fi vizitată ca muzeu.

## Galerie de imagini

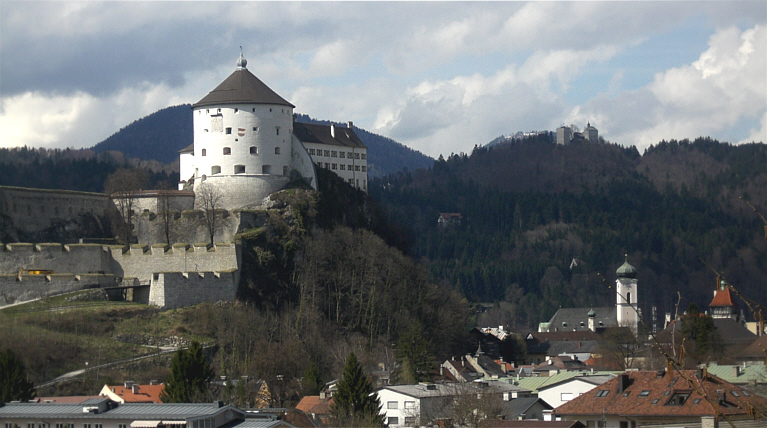
Fortăreața Kufstein pe stâncă, în spate se află ruina Thierberg
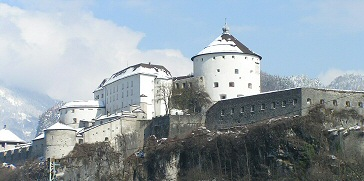
Fortăreața  Kufstein
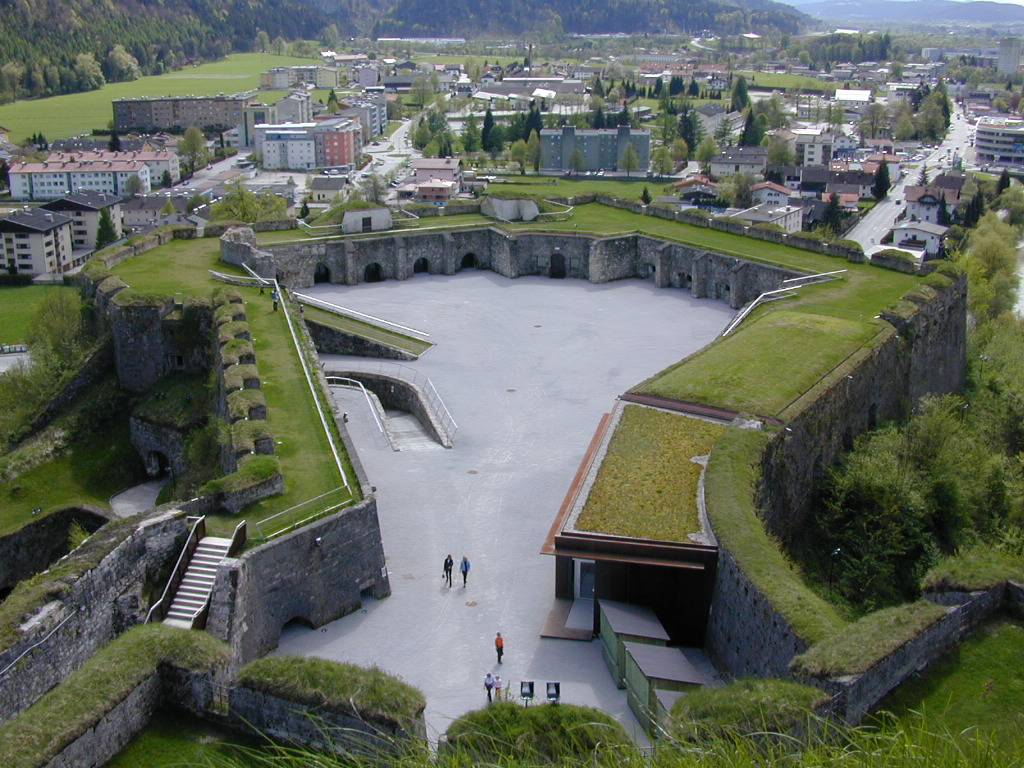
Vedere de la Josefsburg
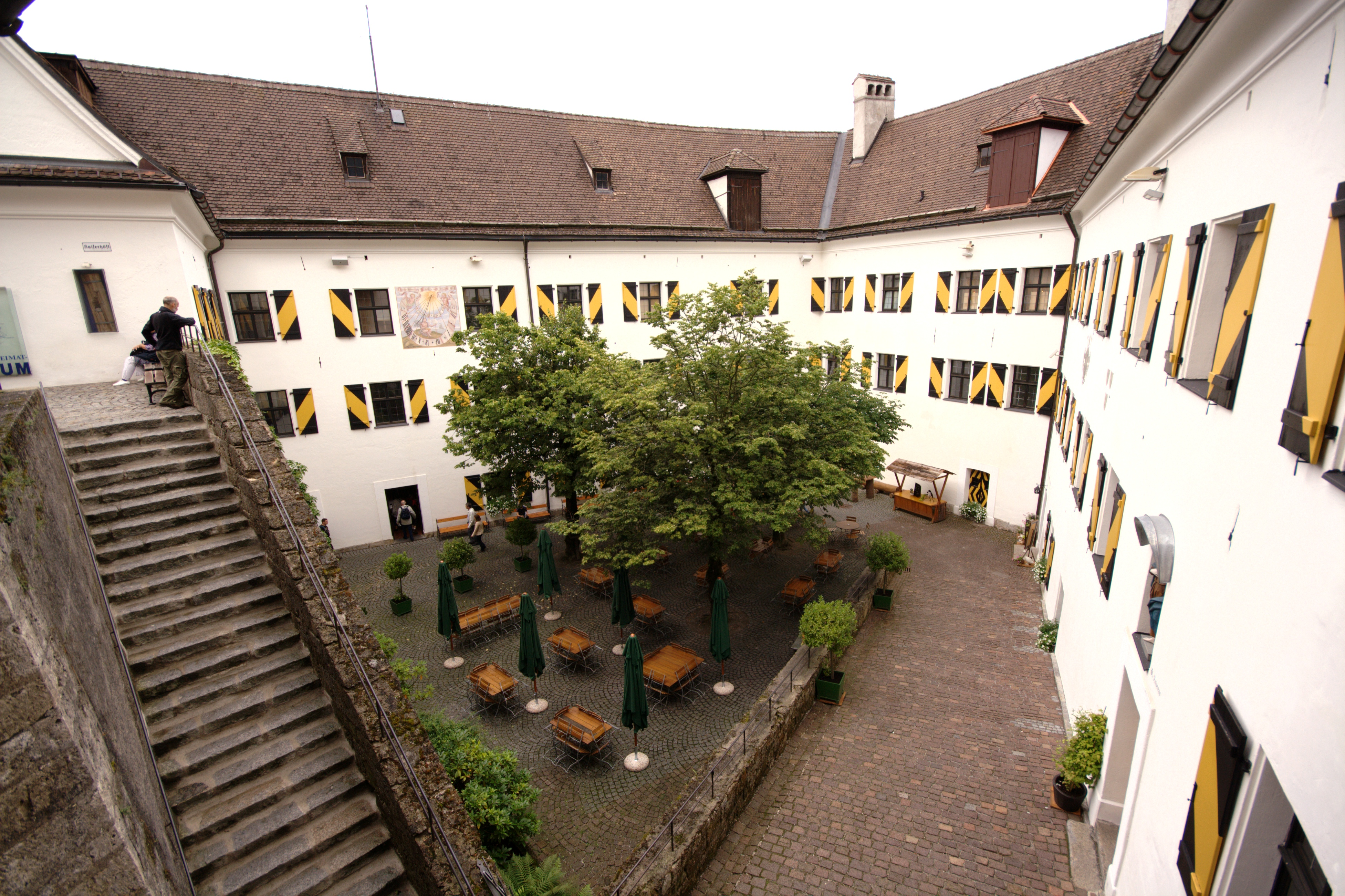
Curtea interioară
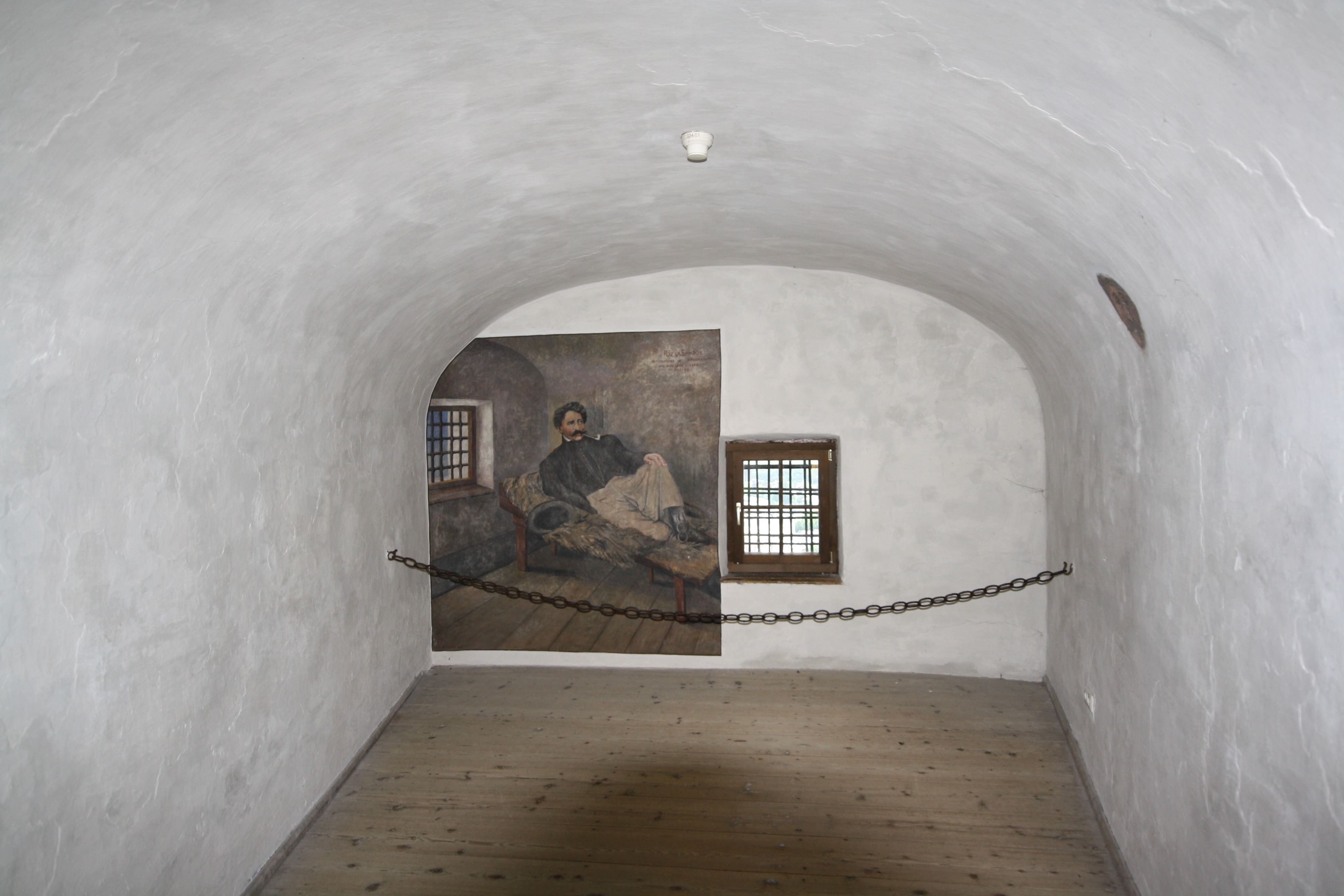
Celula lui Sándor Rózsa
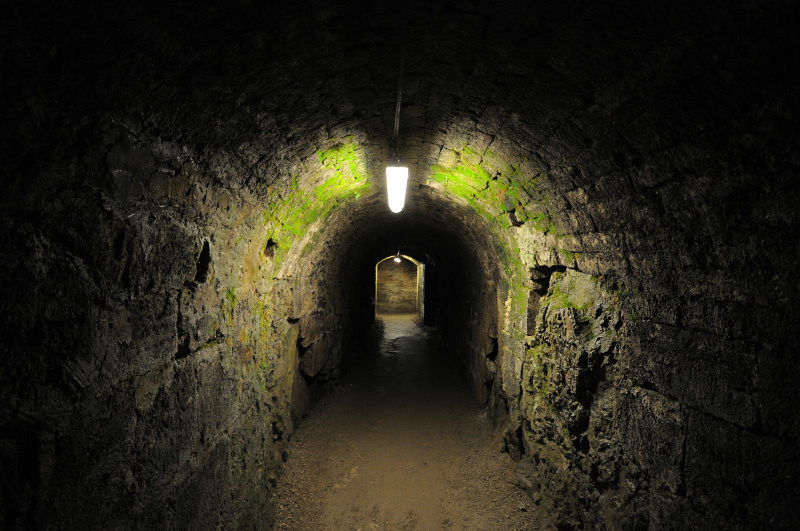
Intrarea în fortăreață